# Кнайпхоф

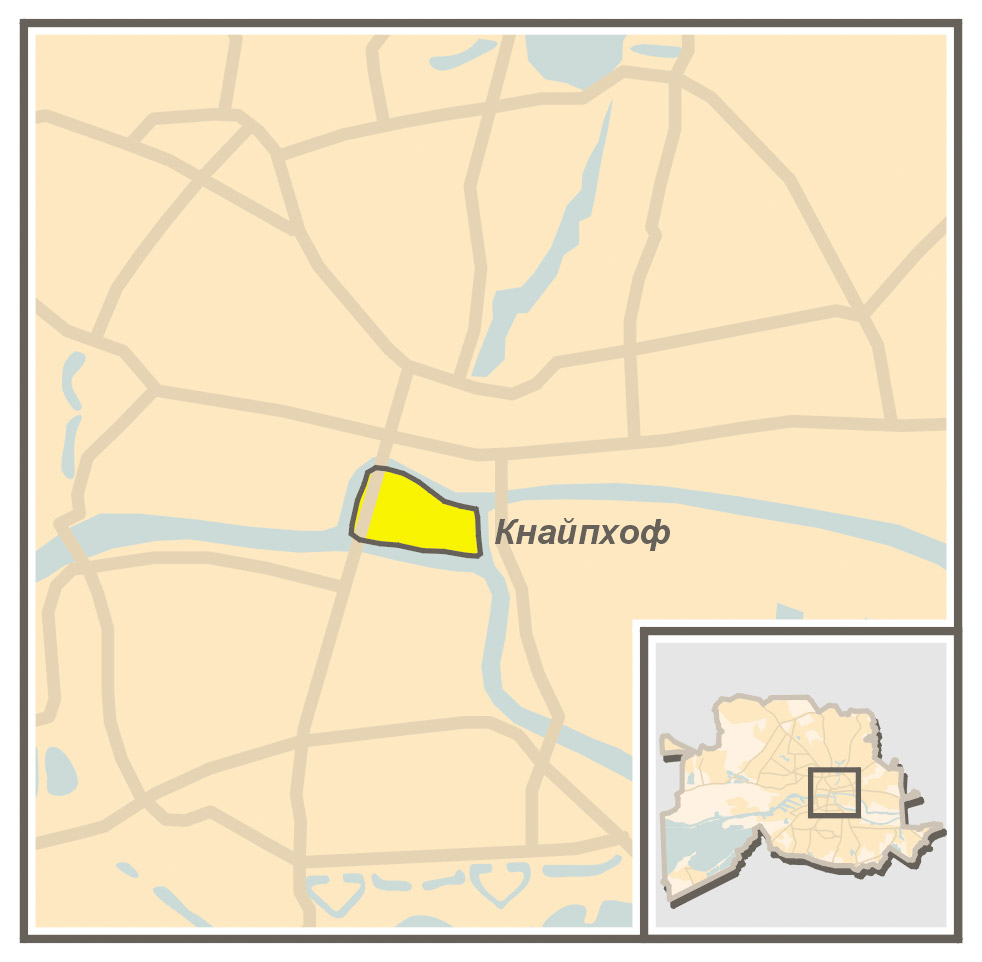
Кнайпхоф на карте Кёнигсберга

Кна́йпхоф (нем. Kneiphof, от прусского knypabe, «окружённое водой, рекой») — историческое название одной из островных городских частей Кёнигсберга и нынешнего Калининграда. Современное название — остров Иммануила Канта.

## Положение
Кнайпхоф являлся центральным местом города и представлял собою остров, который со всех сторон омывала река Преголя. Кнайпхоф находился на границе двух крупных исторических областей — Самбии (на севере) и Натангии (на юге). С Кнайпхофом соседствовали исторические районы: Альтштадт — на севере, Ломзе — на востоке, Форштадт — на юге, и Лаак — на западе.

## Происхождение названия
До образования городского поселения остров, находившийся во владении фогта, уже имел немецкое название Фо́гтсве́рдер (нем. Vogtswerder, от Vogt — фогт и Werder — «речной остров»). В грамоте от 1327 года, зафиксировавшей городские права поселения на острове, город именуется как Книпа́в (нем. Knipaw). Это прусское название, как и названия прилегающих территорий, обозначает болотистую почву, топь — характерную особенность долины Прегеля в этих местах.
В 1333 году город получает новое немецкоязычное название — Пре́гельмю́нде (нем. Pregelmünde, от Pregel — Преголя и Mündung — устье), которое, однако, не прижилось. Постепенно в употреблении закрепилось прежнее название Книпав в его онемеченной форме — Кнайпхоф. Известна также печать Кнайпхофа 1383 года, где фигурирует название на латыни novo konigisbergk (Новый Кенигсберг), свидетельствующее о том, что новые города, выросшие за стенами основного города (позднее Альтштадта), фактически представляли собой новые части Кенигсберга.
В послевоенных русскоязычных источниках встречается также ошибочное утверждение о том, что название Кнайпхоф происходит от немецких слов Kneipe (Кнайпа) и Hof (двор), а также производный из этого ошибочный перевод названия как «Пивной двор».

## Символы

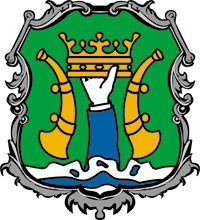
Герб Кнайпхофа
Расположение герба Кнайпхофа на общем гербе Кенигсберга (слева)
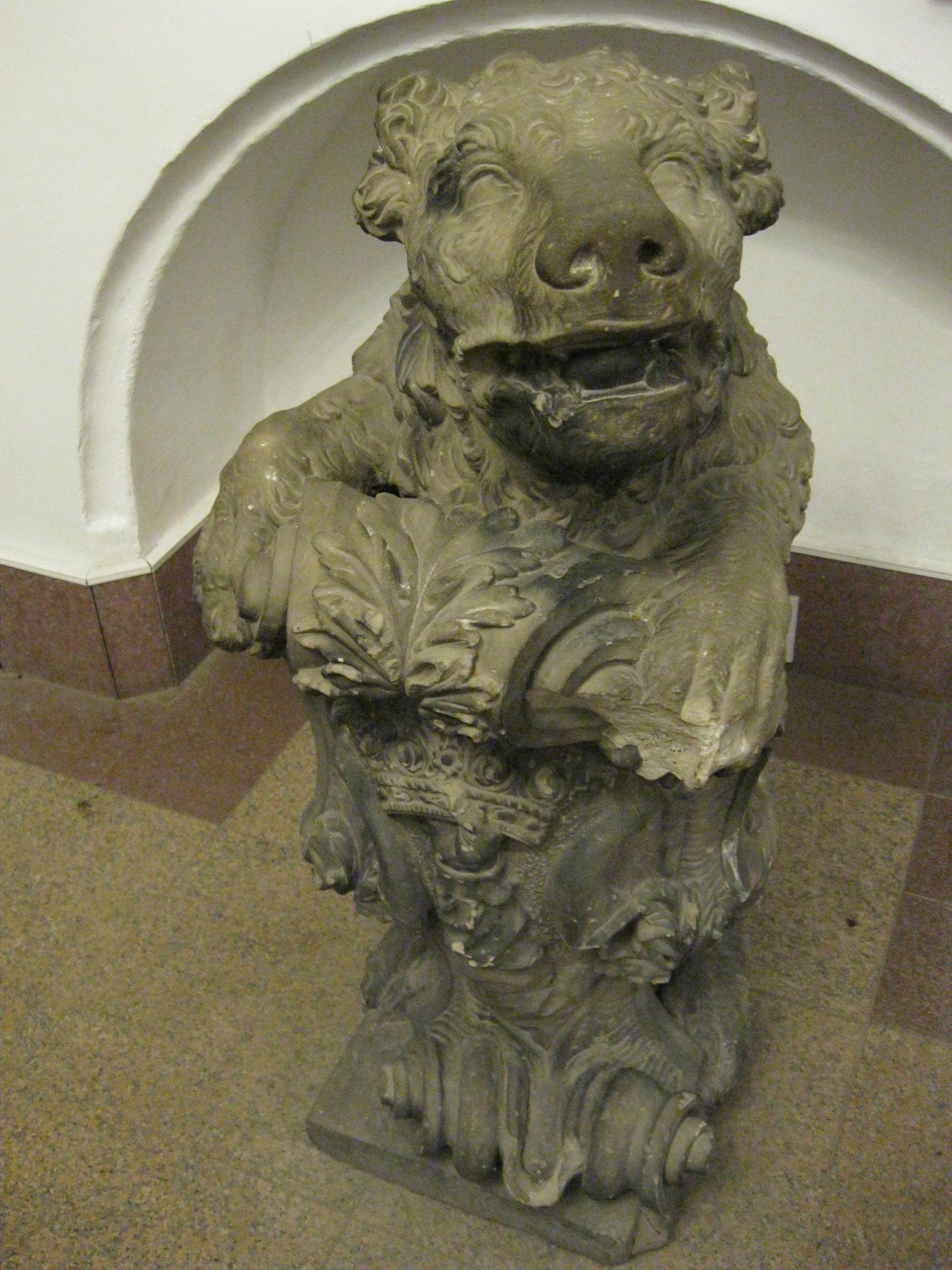
Один из медведей-щитодержателей герба Кнайпхофа

Герб Кнайпхофа известен с 14 века и точное происхождение его неизвестно. Он изображает на зелёном поле выступающую из лазурных и серебряных волн руку в лазурном рукаве, кисть которой держит золотую корону. По бокам руки — два золотых охотничьих рожка.
В 17 веке у герба появились медведи-щитодержатели, которые в 1696 были воплощены в камне у входа в Кнайпхофскую ратушу и позднее стали самостоятельным символом Кнайпхофа. После формального объединения трёх частей города в 1724 году герб Кнайпхофа стал изображаться совместно с гербом Альтштадта и Лёбенихта на фоне прусского орла, либо без него. Традиционно кнайпхофский герб изображается слева от находящегося в центре альтштадтского.
Два каменных медведя, держащие в лапах щиты с изображением герба Кнайпхофа, чудом уцелели после Второй мировой войны и сегодня находятся в здании собора. Изображение герба Кнайпхофа можно также увидеть сегодня на столбиках ограды ломзенской части Деревянного моста.
Зелёный цвет также является символическим цветом Кнайпхофа. Согласно этому на Кнайпхофе были названы крупнейшие Зелёные ворота, Зелёный мост, а также Зелёный кран и Зелёные весы.
Примечательно, что все три города старого Кёнигсберга (Альтштадт, Лёбенихт и Кнайпхоф) имели в составе своих гербов корону одного вида.

## История
Городские права община островного поселения у подножия Королевского замка получила в 1327 году, и с тех пор Кнайпхоф составлял один из трёх городов Кёнигсберга.
Изначально город специализировался на торговле и судоходстве. К концу XIX века он имел на своей территории ратушу, Кафедральный собор, используемый также как общинная церковь, и плотную застройку зданий. Строительно и архитектурно город был прост: узкие высокие фасады шириной преимущественно 4,5 или 5,2 метра в один, реже — в два подъезда; одна — тесная и неудобная — лестница; каждый фасад отличается от соседа декором и украшениями. Непрочная почва острова затрудняла строительство массивных зданий, вынуждая забивать в почву длинные дубовые сваи. Однако важное с торговой точки зрения положение острова (на пересечении трёх торговых путей, двух сухопутных и одного речного) заставляло жителей города не считаться с расходами по укреплению грунта.
Остров соединялся с остальным миром пятью мостами. В Кёнигсберге существовала задача о семи мостах (как пройти по всем мостам, не проходя ни по одному из них дважды), которую решил Леонард Эйлер. Он сумел доказать, что это невозможно. На основе задачи о семи мостах Кёнигсберга возникла теория графов.
Во время бомбардировок английской авиации в 1944 году поселение Кнайпхофа было почти полностью разрушено. В относительной сохранности остался лишь кафедральный собор Кёнигсберга и тело острова Кнайпхоф, на котором начала произрастать совершенно другая жизнь.

## Галерея

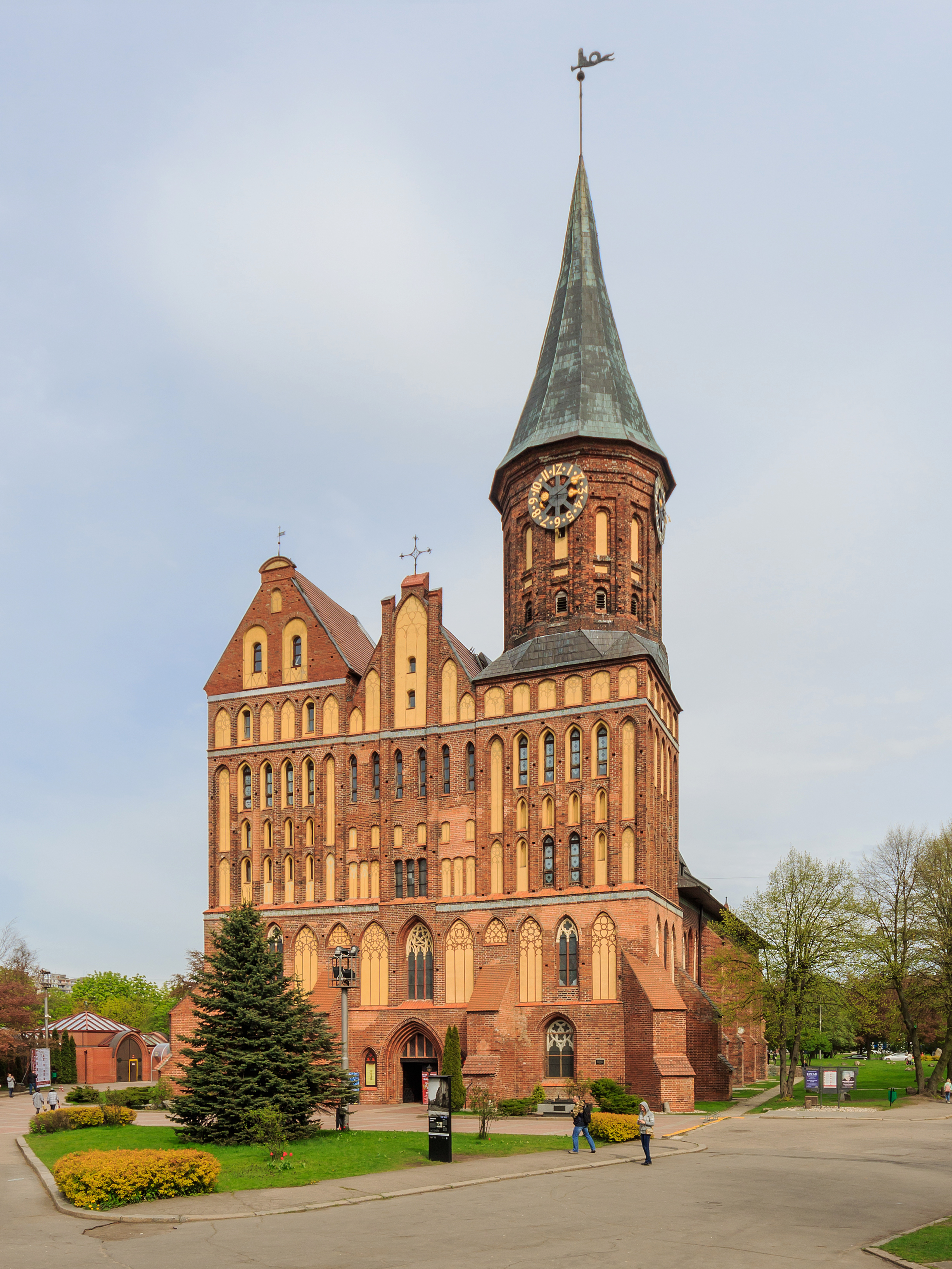
Современный вид Кёнигсбергского собора
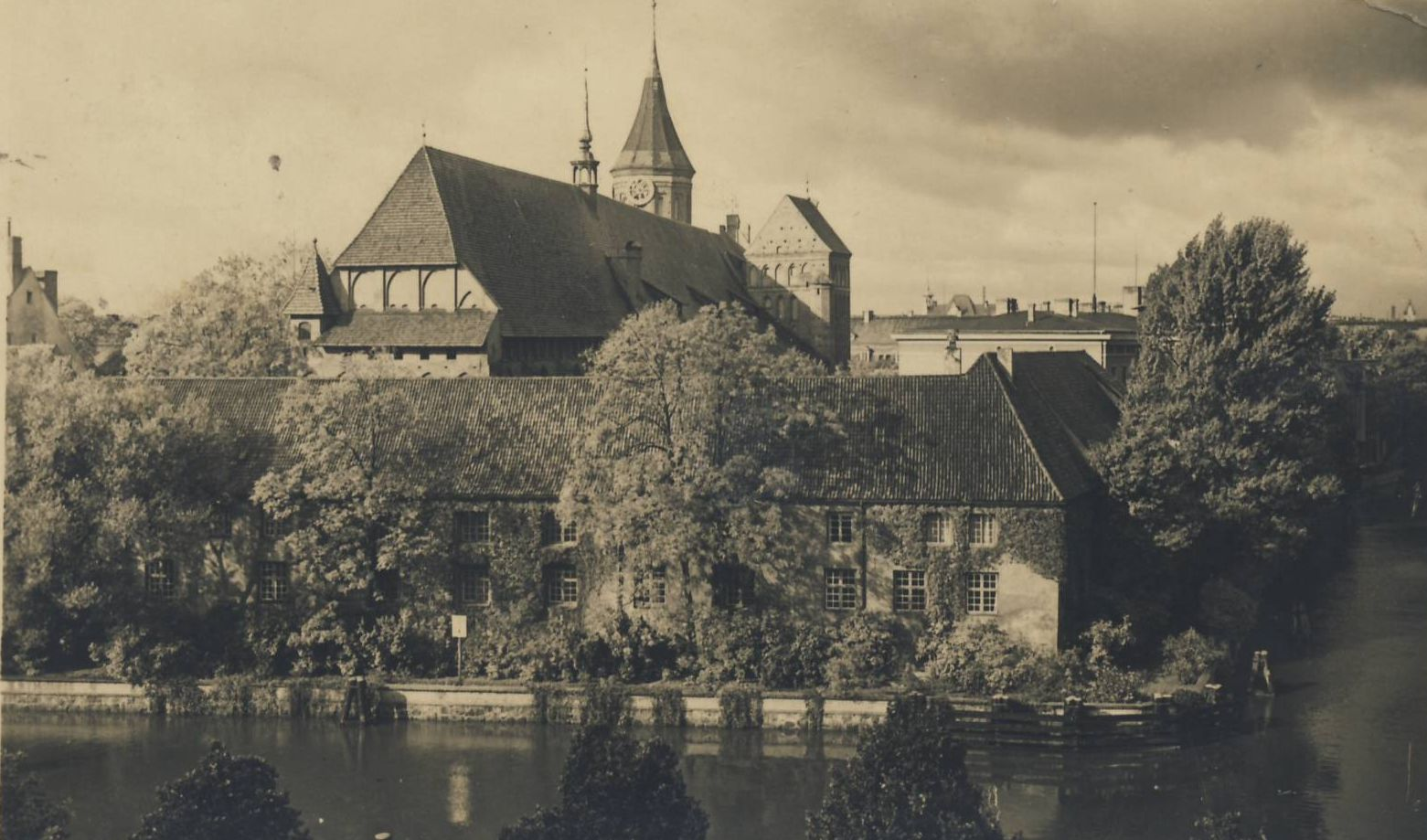
Старое здание Кёнигсбергского университета
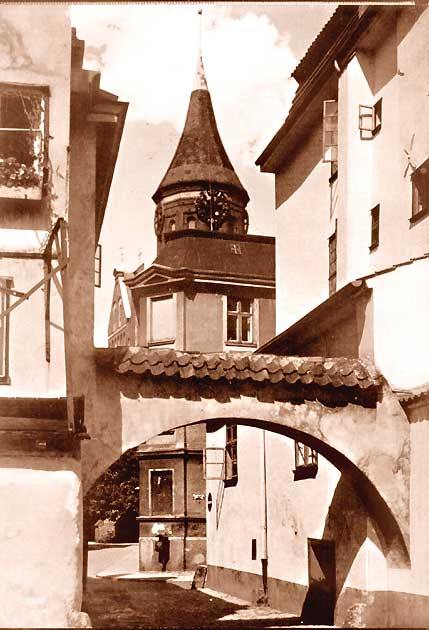
Прегельская арка на пересечении улиц Якоби и Синей башни
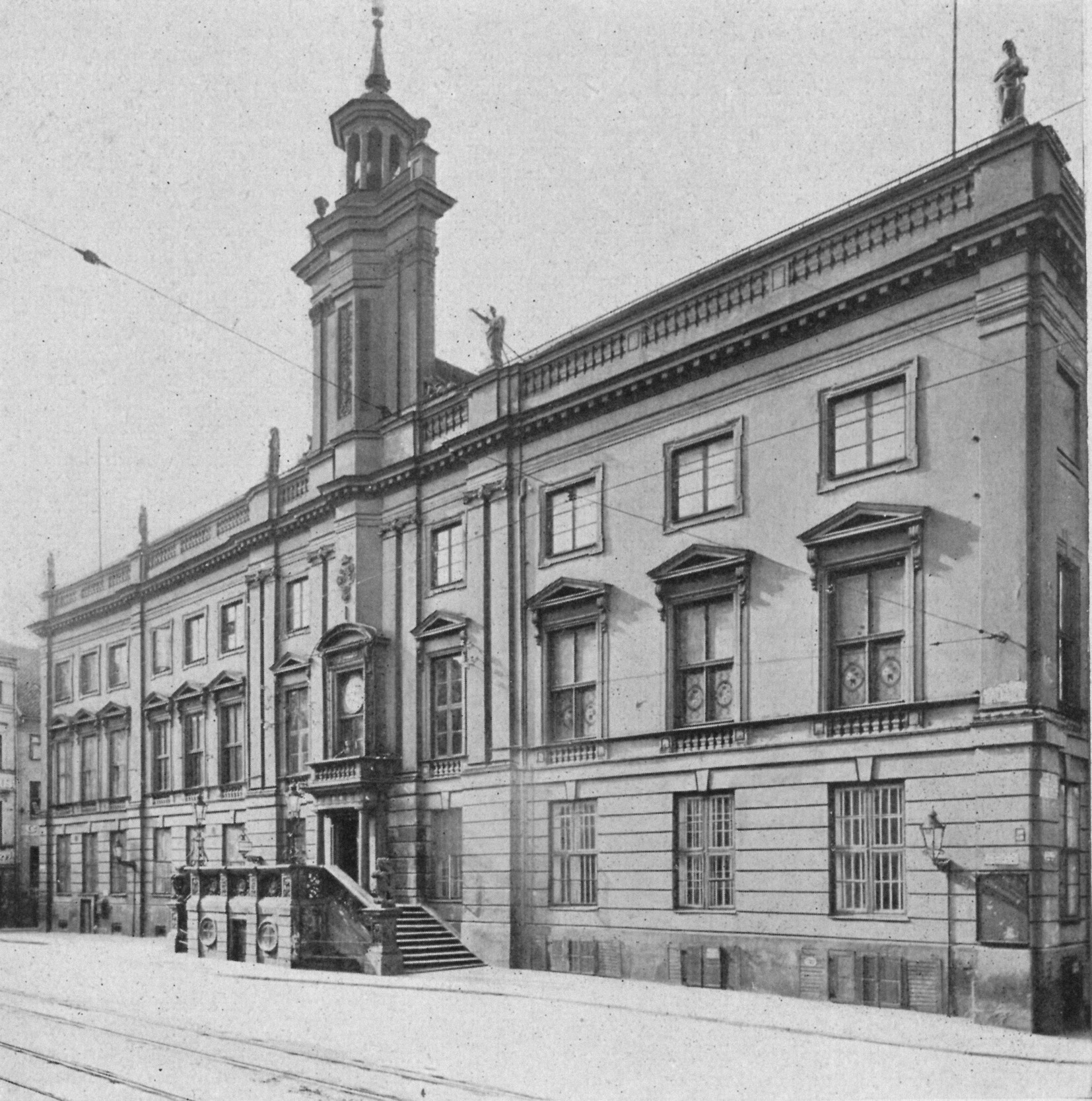
Кнайпхофская ратуша
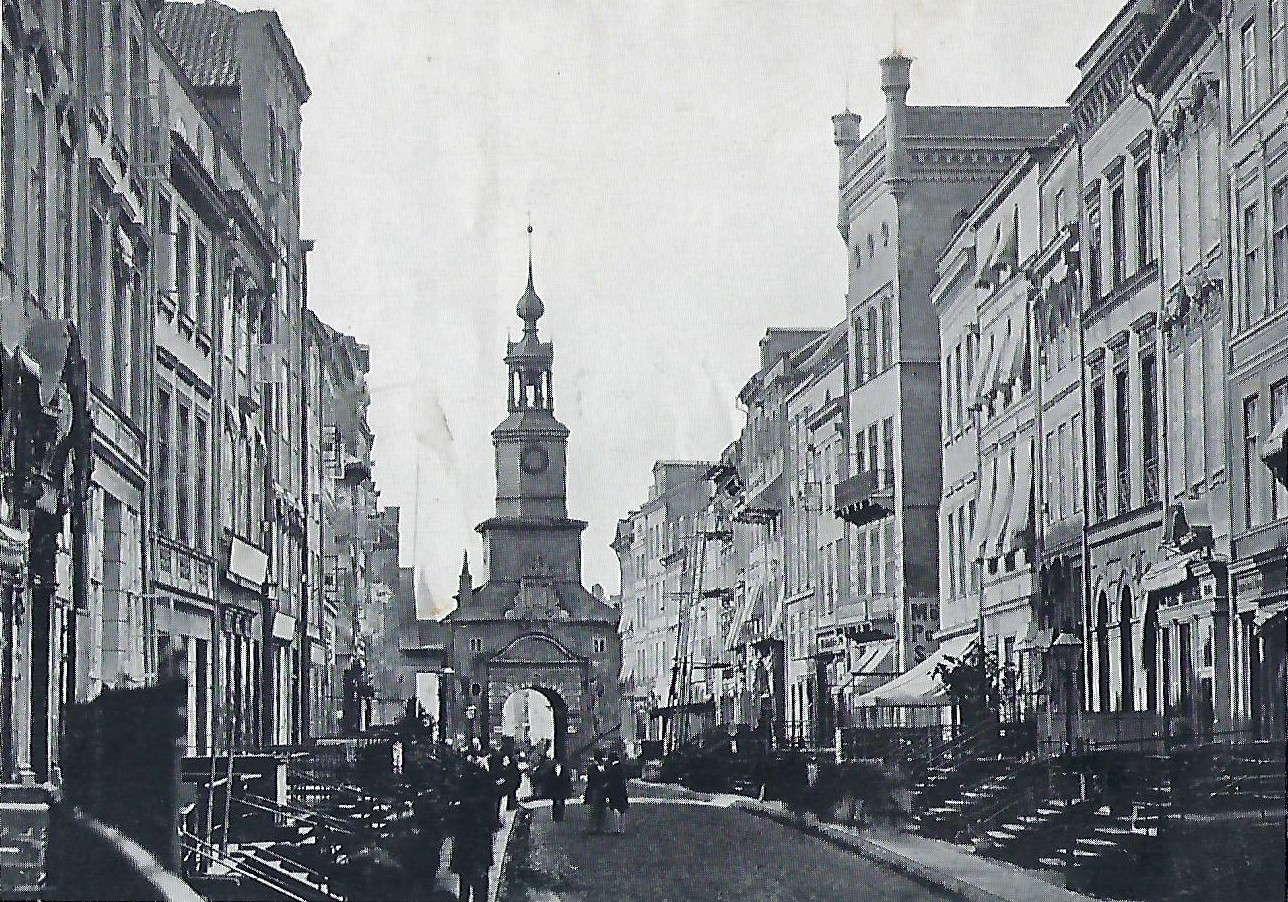
Длинный переулок ведущий к Зелёным воротам
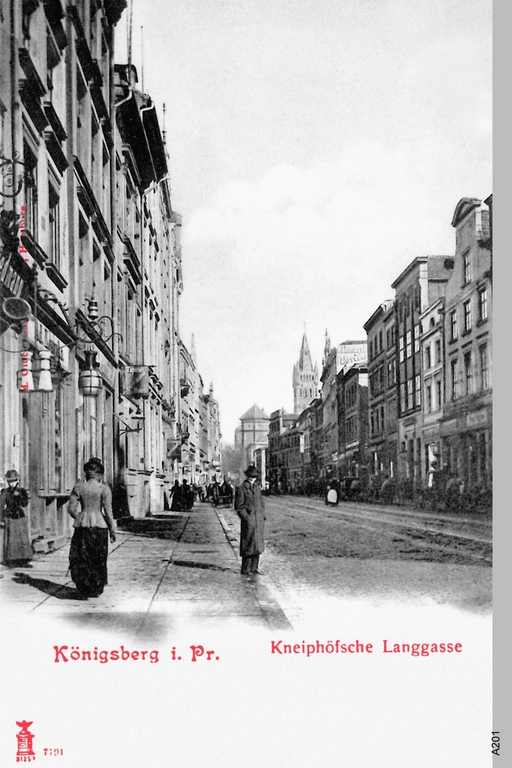
Длинный переулок
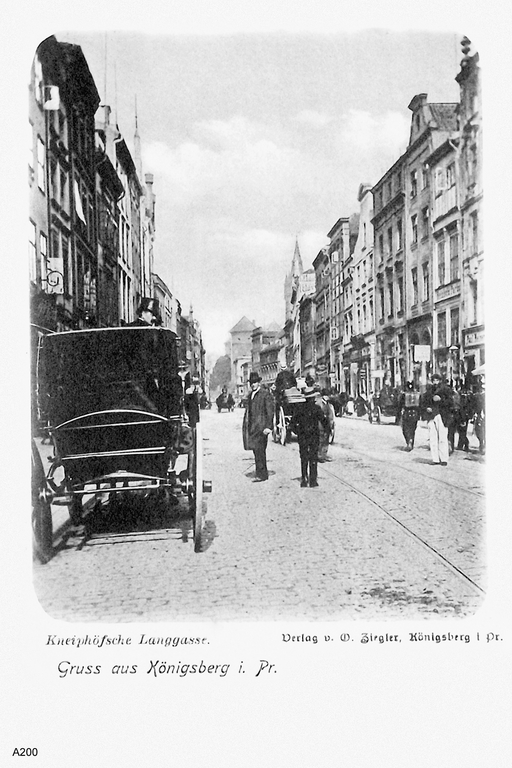
Длинный переулок
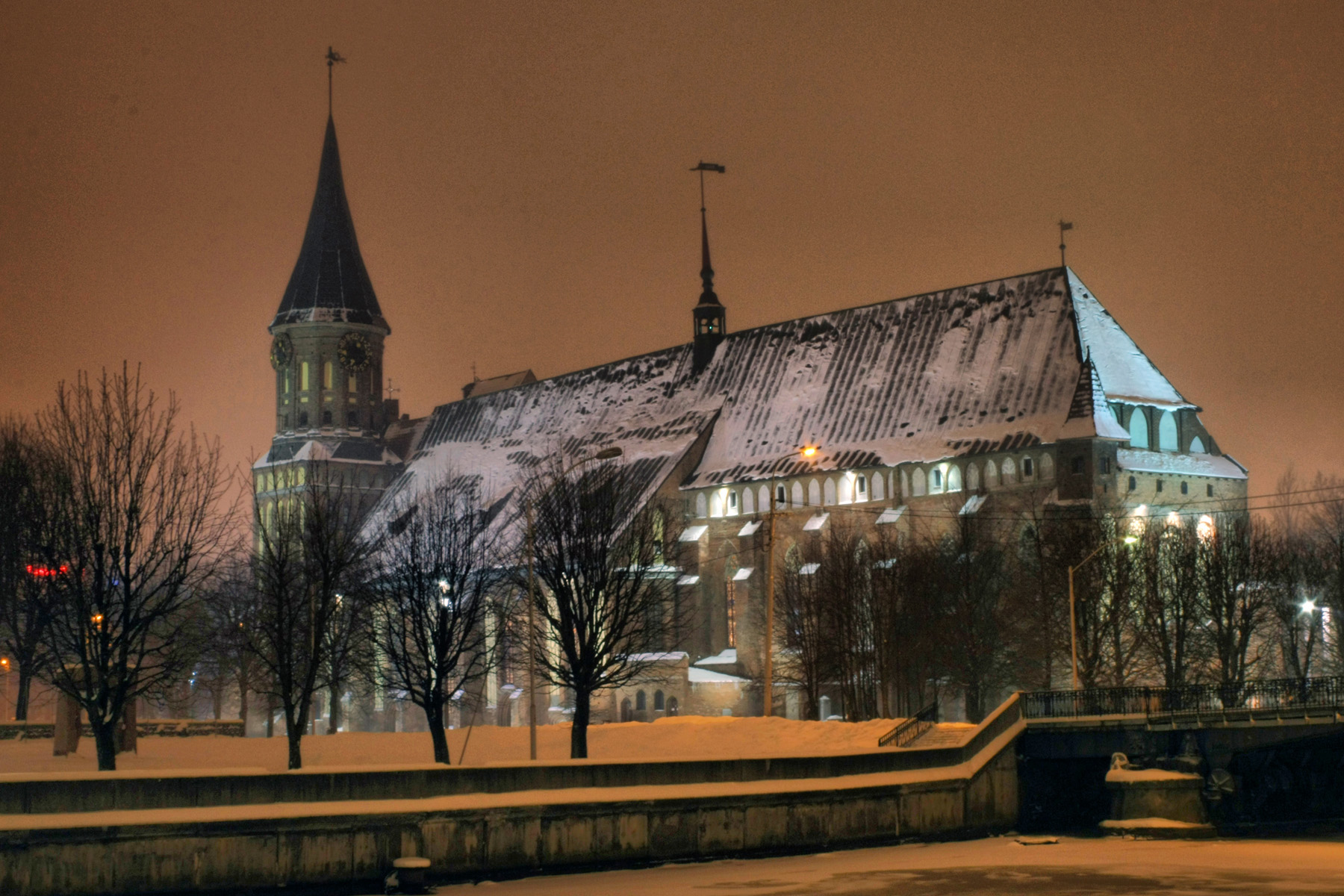
Кафедральный собор, 2010
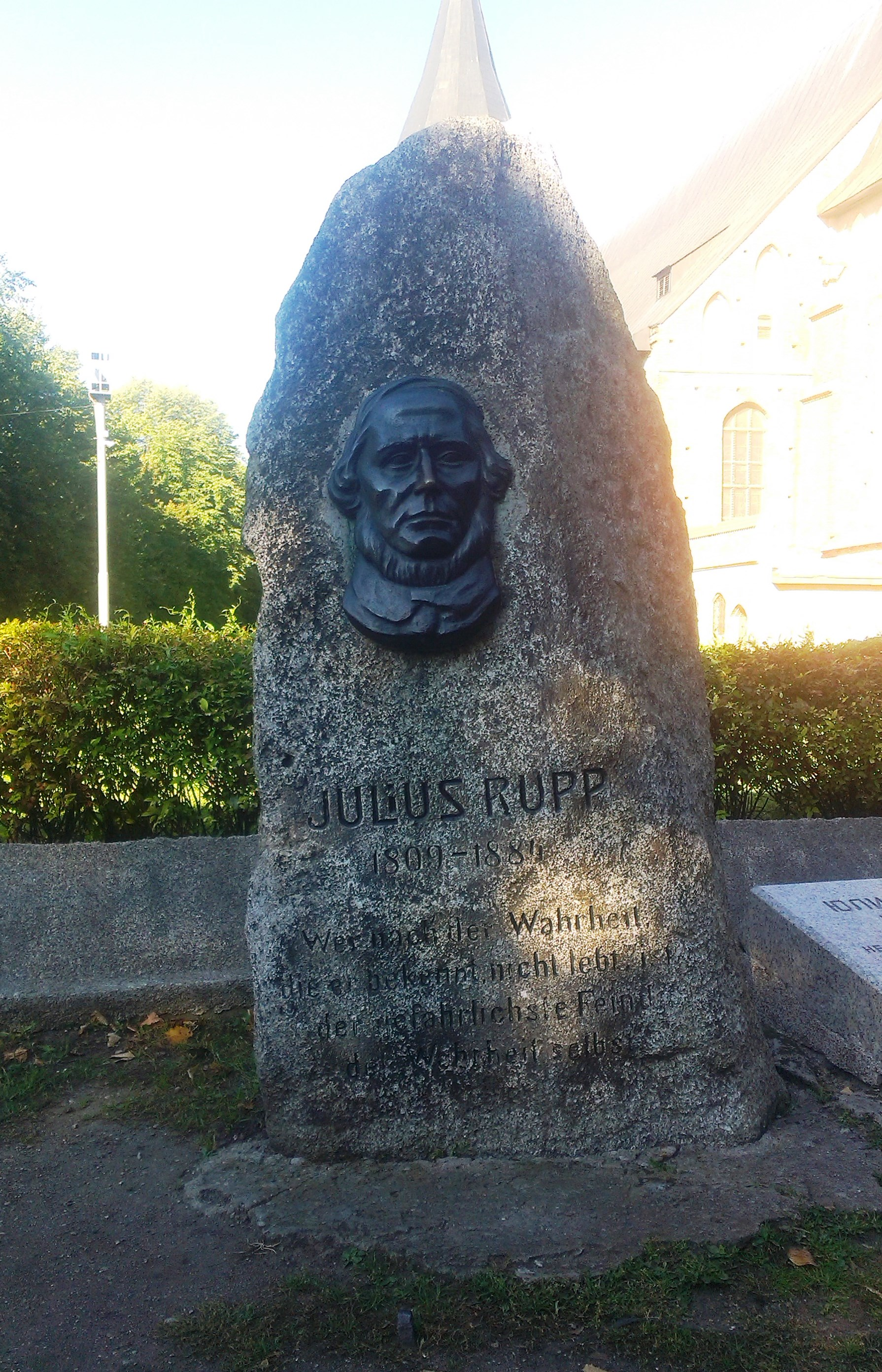
Памятный камень Руппу
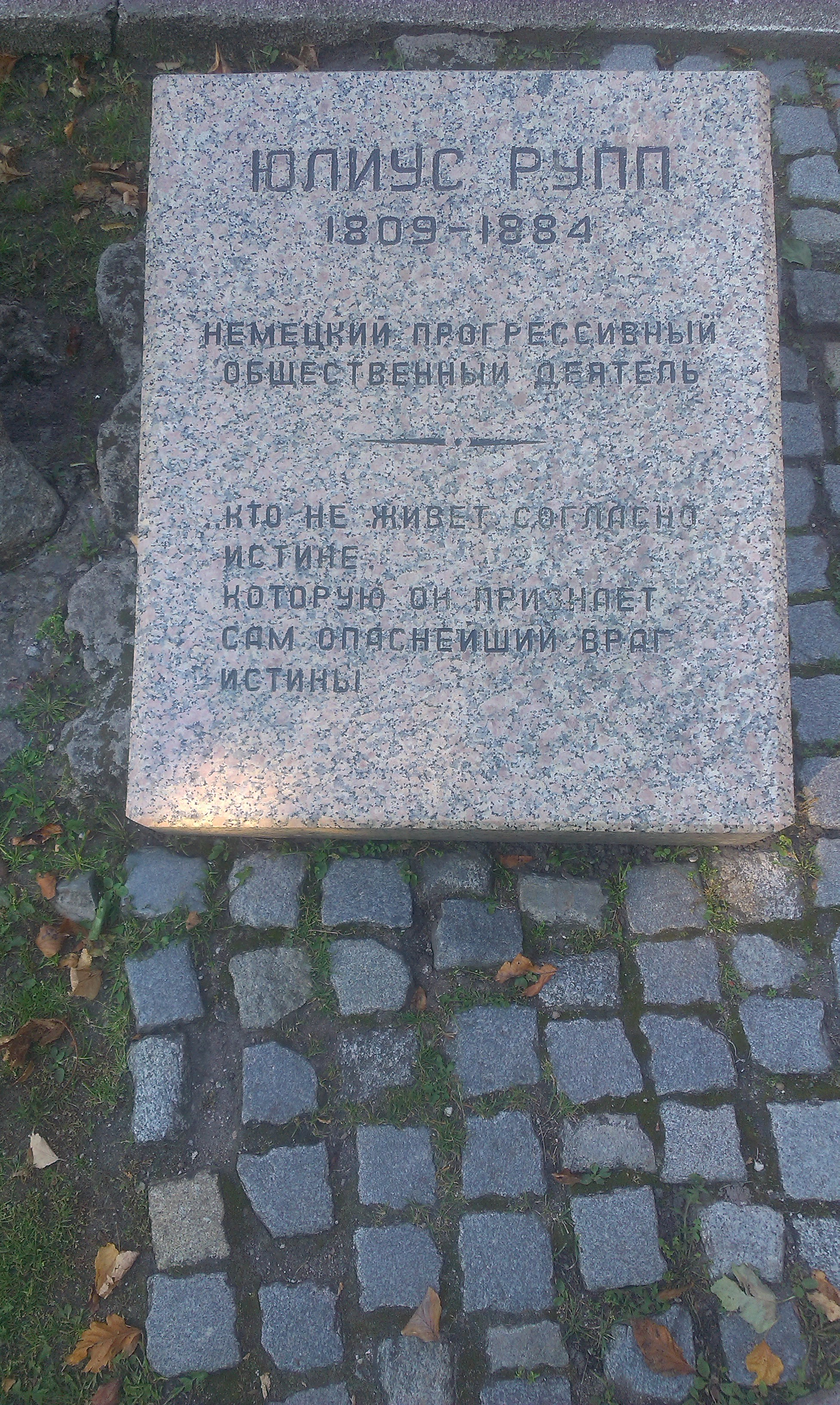
Памятная плита Руппу
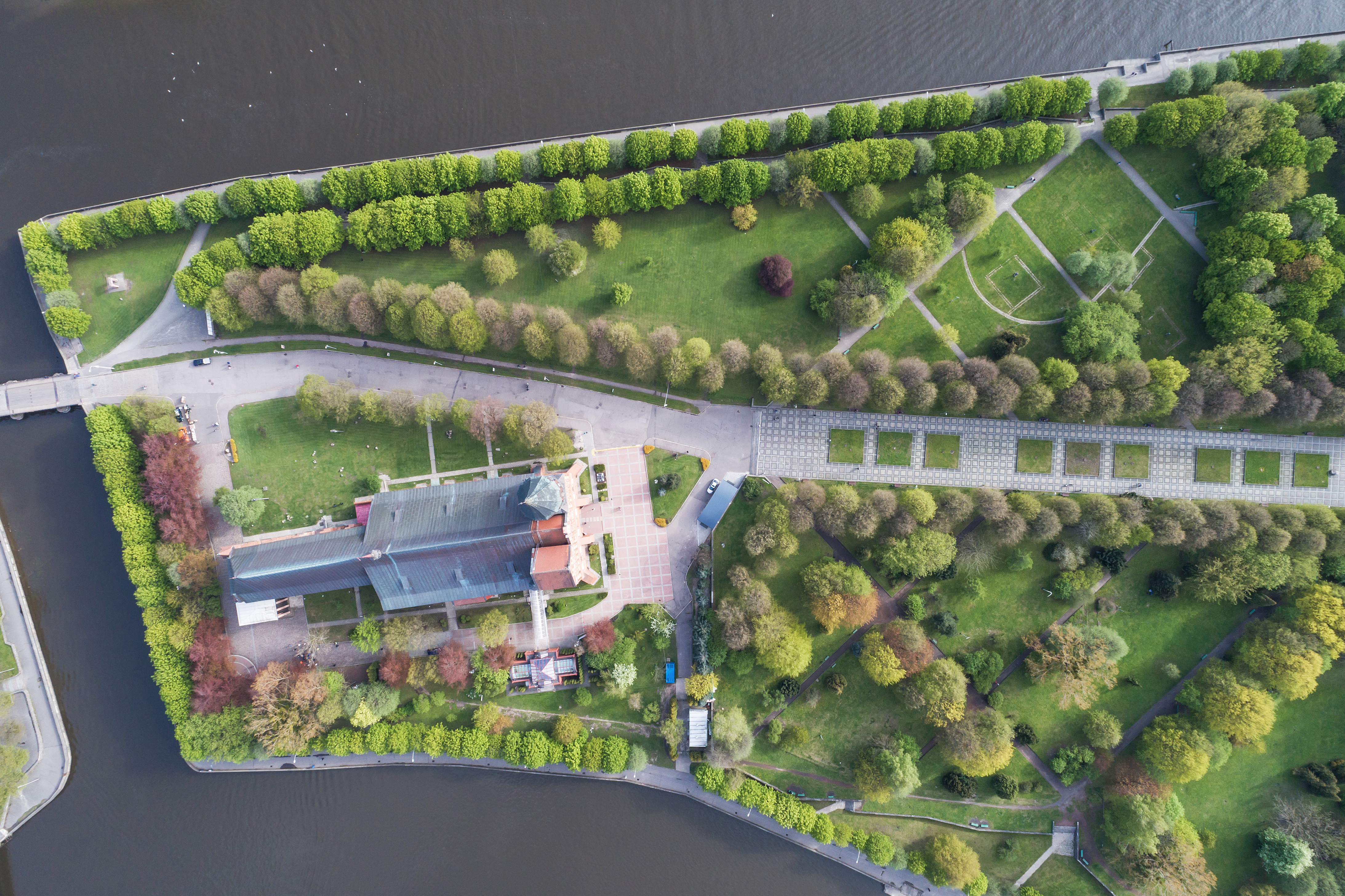
Аэрофотосъёмка острова Канта, 2017

### Остров как каменоломня
После английских бомбёжек в 1944 году, передачи Кёнигсберга в юрисдикцию СССР и переименования его в Калининград, в 1945-53 годах город становится рудником для добычи строительного и инженерного материала. Развалины зданий разбирают на кирпич, грузят на баржи и отправляют на восстановление Ленинграда. Технология «берег-баржа» привела к тому, что в первую очередь разбирались развалины в непосредственной близи от Преголи. Даже если дома были в относительной сохранности и подлежали восстановлению. О восстановлении города в послевоенные годы никто не помышлял и, соответственно, Кнайпхоф превратился в такой рудник в первую очередь.

### 1970-е годы
В 1970-е годы на территории острова закладывают «дендро-парк», а потом и «Парк скульптур». Толчком к этому культурному действию послужило проектирование Эстакадного моста. Сегодня многие архитекторы считают, что «переброска» моста через Кнайпхоф была стратегической ошибкой, так как мост отчуждает от любого использования почти четверть территории острова. Но в 70-е годы путепровод (так мост называется официально) являлся смелым инженерным ходом, разгрузившим транспортную ситуацию в центре города.
Возведение эстакады естественно требовало окультуривания ситуации вокруг. Функцию «окультуривания» и должен был выполнять Парк скульптур. На озеленённые лужайки поставили скульптуры из запасников музеев (плюс специально купленные), разбили дорожки, назначили директора парка и смотрителя.

## Планы развития

### Макет острова
В 1993 году два калининградских художника Валерий Морозко и Ольга Дмитриева приглашаются в столицу немецкого кёнигсберговедения — г. Дуйсбург, в котором де-факто располагается немецкий центр по изучению всего, что связано с Кёнигсбергом. Фонд «Кёнигсберг», основанный бывшими жителями города, при содействии магистрата Дуйсбурга (до 1945 г. — город-побратим Кёнигсберга) заказывает им создание макета острова Кнайпхоф, каким он был до августовских бомбардировок 1944 года.

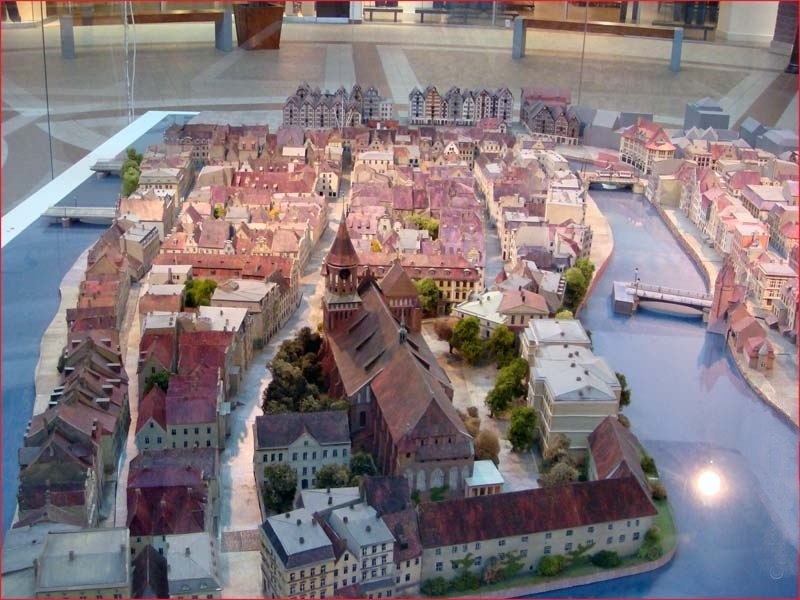
Макет острова Кнайпхоф

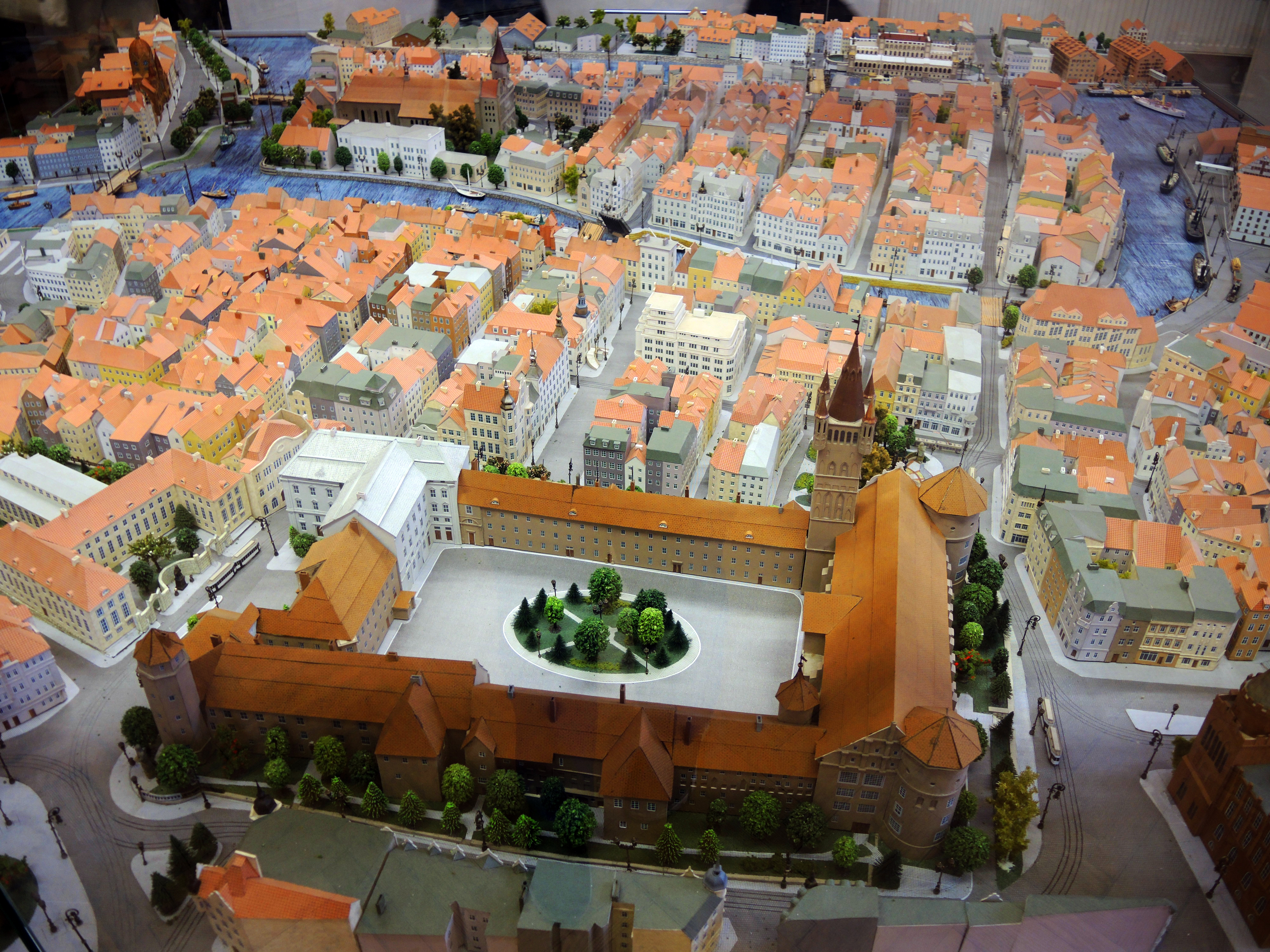
Макет острова Кнайпхоф

Для немцев было принципиальным моментом, что макет делается руками именно калининградских художников — они небезосновательно считали это культурной акцией по культурному «породнению» Калининграда и Кёнигсберга.
Работа длилась полгода. Калининградцы воссоздали 28 улиц и 304 дома, стоящих на Кнайпхофе. В августе 1994 года, при открытии выставки «450 лет Университету Альбертина» бургомистр Дуйсбурга торжественно передал макет в подарок Калининграду в лице директора Историко-художественного музея.
На данный момент Макет находится в постоянной экспозиции музея собора.

### Книга об архитектуре острова
В 1996 году в Калининград приехал Бальдур Кёстер — немецкий архитектор, к тому времени выпустивший пять книг по архитектуре городов разных стран. Узнав, что местные его коллеги проектируют в исторической среде города, не имея никакого исследовательского труда по архитектуре Кёнигсберга, Кёстер, с разрешения областной администрации, пять лет собирал материал, а в 2000 году выпустил на немецком и русском языках книгу «Кёнигсберг, сегодняшний Калининград. Архитектура немецкого времени». В приложении к этой книге — «Кнайпхоф в Кёнигсберге» — Кёстер привёл чертёжные реконструкции и свои мысли по поводу повторного обретения исторического вида города. Кёстер реконструировал (на бумаге) фасады и крыши всей старой застройки Кнайпхофа, параллельно предлагая варианты современной застройки, в которой учитывается архитектурная традиция этого места.

### Будущее острова
Примерно в это же время российский архитектурный критик и градовед Вячеслав Глазычев в рамках программы подготовки кадров для мэрии провёл несколько семинаров по теме «Самосознание города». Рабочим заданием для «мозгового штурма» семинаристов Глазычев выбирает будущее острова Кнайпхоф. Именно тогда родилась одна из самых оригинальных идей относительно острова — «Тень Кнайпхофа». Предлагалось подстричь растущие на острове деревья так, чтобы по форме и профилю они повторяли крыши города, разбитого английскими бомбами.
Другое художественное преломление темы осуществил искусствовед из Санкт-Петербурга Иван Чечот. На день рождения Канта в 1996 году он и его сотоварищ Глеб Ершов (СПб) устроили акцию «Пиджак Канта». На территории острова в определённом порядке были расставлены деревянные столбики, по высоте своей равные 157 см — росту Иммануила Канта. На столбиках располагались чёрные бантики и плакаты с цитатами из трудов философа; расположение столбиков обозначало траекторию обычного пути Канта из своего дома в лекционный зал Альбертины.
Местным культурным сообществом акция была не понята, и вызвала скорее удивление случайных свидетелей, нежели внятную реакцию общественности.
Так или иначе, в обоих случаях остров порождал одно и то же действие: он подталкивал художников на некую символическую, игровую псевдо-материализацию своего прошлого. Примечательно, что обе эти идеи родились у «заезжих» авторов.

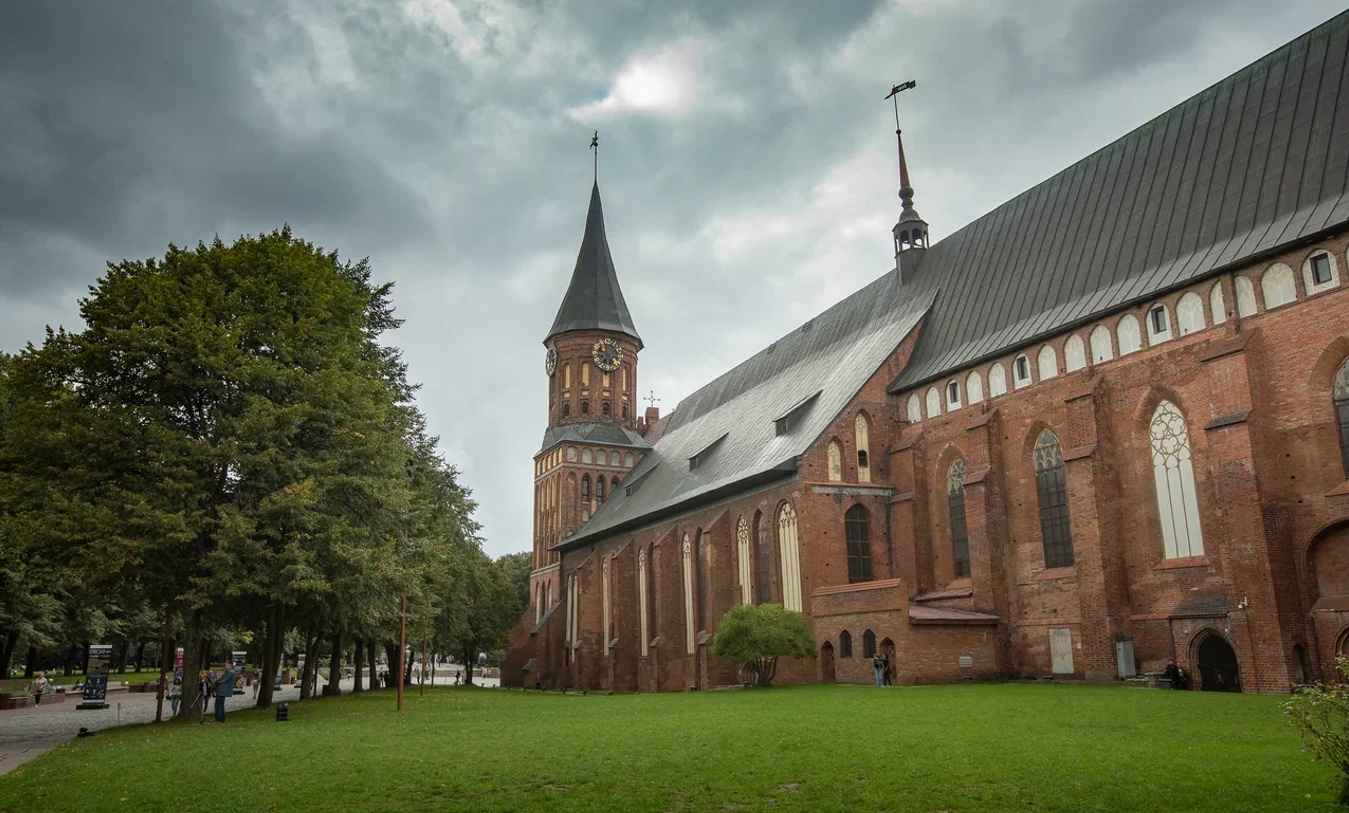
Кафедральный собор

Следует учесть, что Калининград вытеснил своими застройками Кёнигсберг на всей его прежней территории, и Кнайпхоф остаётся последним оплотом города-призрака Кёнигсберга. А Кафедральный собор Кёнигсберга при этом — единственно материализованная часть города-призрака.
В соответствии с программой реконструкции центра Калининграда планируется воссоздание исторической застройки Альтштадта.